# Ranunculus chasii
Ranunculus chasii är en ranunkelväxtart som beskrevs av Dunkel. Ranunculus chasii ingår i släktet ranunkler, och familjen ranunkelväxter. Inga underarter finns listade i Catalogue of Life.